# Menonvillea comberi
Menonvillea comberi là một loài thực vật có hoa trong họ Cải. Loài này được Sandwith mô tả khoa học đầu tiên năm 1928.